# William Steinkraus
William Clark "Bill" Steinkraus (Cleveland, 12 de outubro de 1925) é um ginete estadunidense, especialista em saltos, campeão olímpico. 

## Carreira
William Steinkraus representou seu país nos Jogos Olímpicos de 1952, 1956, 1960, 1968 e 1972 , na qual conquistou a medalha de ouro no salto individual em 1960.